# Walter Zimmermann (Pädagoge)

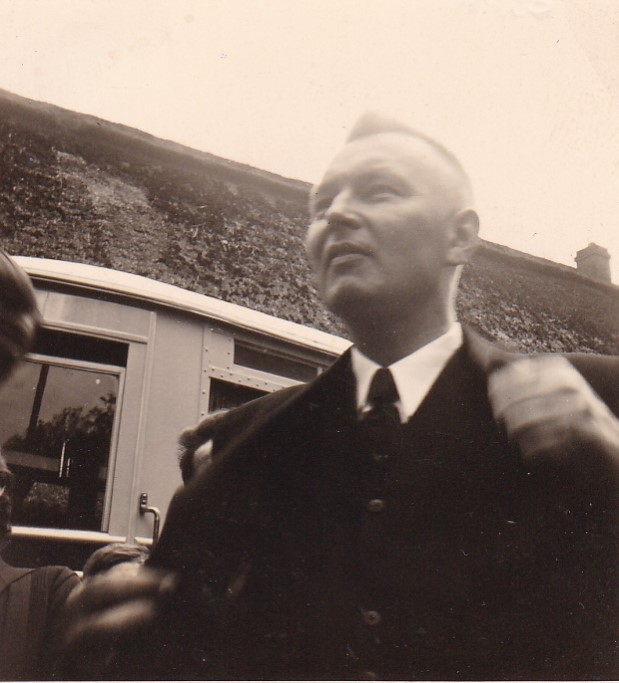
Walter Zimmermann

Walter Zimmermann (* 10. April 1892 in Bremerhaven; † 13. Februar 1968 in Nordenham) war ein deutscher Pädagoge und Schulrat in Bremerhaven.

## Leben
Zimmermann absolvierte die Volksschule in Bremerhaven. Von 1906 bis 1912 besuchte er die Präparandenanstalt und das Lehrerseminar in Bederkesa. Als Lehrer unterrichtete er 1917/18 an der deutschen Schule in Philippopel in Bulgarien. Seit 1917 war er aktives Mitglied im Lehrerverein. Er verfasste pädagogische Aufsätze und Bücher. Auch war er in der Jugendarbeit der Bürgermeister-Smidt-Gedächtniskirche eingebunden. 1919 wurde er Präparandenlehrer am Oberlyzeum in Geestemünde. Von 1922 bis 1936 war er Lehrer an der Alt-Geestemünder Mädchenschule. An der Uhlandschule in der Deichstraße wurde er 1936 Lehrer und 1938 kommissarischer Schulleiter. 1944 übernahm er zusätzlich die kommissarische Schulleitung der Pestalozzischule Bremerhaven. Politisch konservativ, trat er nicht der Nationalsozialistischen Deutschen Arbeiterpartei bei. Er schützte die ehemaligen Angehörigen der Sozialistischen Jugend Deutschlands – Die Falken (und die Guttempler) und schließlich die Kirchenjugend der Großen Kirche.

### Schulrat
1945 ernannte die Militärregierung in der Amerikanischen Besatzungszone Zimmermann zum kommissarischen Schulrat von Wesermünde für Stadt und Land. Zur Ausbildung von Volksschullehrern gründete er 1945 das Pädagogische Seminar an der Uhlandschule (der späteren Deichschule). Bis 1947 meldeten sich 1400 Bewerber an diese kommunale Ausbildungsstätte. 10 % wurden angenommen und in fünf Kursen ausgebildet. Formale Kriterien in der Vorbildung waren nicht entscheidend. Die 125 Absolventen gaben 16 Wochenstunden und minderten den Lehrermangel spürbar. 1948 übernahm die Pädagogische Hochschule Bremen die Aufgaben des Pädagogischen Seminars. Am 7. Juni 1946 wurde Zimmermann zum Stadtschulrat gewählt. Nachdem 1947 das Land Bremen gebildet und eine Stadtverfassung für Bremerhaven verabschiedet worden war, kam es zu Kompetenzüberschneidungen zwischen dem Schulaufsichtsbeamten Zimmermann und dem seit 1948 amtierenden ehrenamtlichen Stadtrat Walter Ballof, Sozialdemokrat und Dezernent für Schule und Jugendpflege. Diese Konflikte führten im Mai 1949 zur Amtsenthebung Ballofs durch die amerikanische  Militärregierung. Nach Ballofs Rehabilitierung wurde Zimmermann im November 1949 vom Bremer Senat beurlaubt. Ab 1954 stritten der Bremerhavener Magistrat und der Bremer Senator für Bildung Willy Dehnkamp um Zimmermanns beamten- und besoldungsrechtliche Stellung. Zimmermann wurde 1954 vom Dienst freigestellt und am 17. Januar 1957 pensioniert. Von 1954 bis 1961 unterrichtete er deshalb auf Honorarbasis an der Humboldtschule Bremerhaven und der Lessingschule (Bremerhaven).

### Politik
Für die Deutsche Partei wurde er 1955 in die Bremerhavener Stadtverordnetenversammlung gewählt. Als sie 1961 zur Gesamtdeutschen Partei umgewandelt worden war, wurde Zimmermann zum Fraktionsvorsitzenden gewählt. 

### Sohn
Der Sohn Harro Zimmermann (* 1921) war der erste Direktor des Kreisgymnasiums Wesermünde.

## Veröffentlichungen
- Kriegselternabende. Neue Blätter 3/1917, S. 130–138.
- Mein erstes Schuljahr. Ein Bericht aus der Arbeit. Stader Schulblatt 1/1922, S. 4f.; 2/1922, S. 11f.; 3/1922, S. 21.
- Schätzkästlein für Schule und Haus. Gedichte für unterschiedliche Schulstufen. Bremervörde 1922.
- Weserfibel. 1922.
- Von der Jugendarbeit in unserer Gemeinde, in: Gedenkschrift zur Wiederherstellung der Bürgermeister-Smidt-Gedächtniskirche. Bremerhaven 1960, S. 38–47.